# Zillah (Washington)
Zillah es una ciudad ubicada en el condado de Yakima en el estado estadounidense de Washington. En el año 2000 tenía una población de 2.790 habitantes y una densidad poblacional de 102,05 personas por km².

## Geografía
Zillah se encuentra ubicada en las coordenadas 46°24′13″N 120°15′39″O / 46.40361, -120.26083.

## Demografía
Según la Oficina del Censo en 2000 los ingresos medios por hogar en la localidad eran de $38.214, y los ingresos medios por familia eran $44.688. Los hombres tenían unos ingresos medios de $33.819 frente a los $23.603 para las mujeres. La renta per cápita para la localidad era de $16.415. Alrededor del 9,0% de la población estaban por debajo del umbral de pobreza.